# Вшахув
Вшахув (пол. Wszachów) — село в Польщі, у гміні Бацьковиці Опатовського повіту Свентокшиського воєводства.
Населення — 700 осіб (2011).
У 1975-1998 роках село належало до Тарнобжезького воєводства.

## Демографія
Демографічна структура на день 31 березня 2011 року:
|          | Загалом | Допрацездатний вік | Працездатний вік | Постпрацездатний вік |
| -------- | ------- | ------------------ | ---------------- | -------------------- |
| Чоловіки | 386     | 81                 | 266              | 39                   |
| Жінки    | 314     | 72                 | 170              | 72                   |
| Разом    | 700     | 153                | 436              | 111                  |